# Мамуларі
Мамуларі (груз. მამულარი) — село в Грузії.
За даними перепису населення 2014 року в селі проживає 126 осіб.